# ألمان كرواتيا
الألمان في كرواتيا (بالكرواتية: Hrvatski Nijemci Kroatiendeutsche)، يشيرون إلى مجموعة من الأشخاص المنتمين إلى العرق ألماني والذين يقيمون بشكل دائم في كرواتيا ويحملون جنسيتها باعتبارهم مواطنين. وهناك أكثر من 2900 شخص يعتبرون أنفسهم ألماناً، ومعظمهم من سكان الدانوب الشوابين. يُعترف بالألمان رسمياً كأقلية قومية أصيلة، وعلى هذا النحو، ينتخبون ممثلاً خاصاً بهم في البرلمان الكرواتي، يتقاسمونه مع أعضاء أحد عشر من الأقليات القومية الأخرى. يتركزون بشكل أساسي في المنطقة المحيطة بأوسيجيك (بالألمانية: Esseg) في سلافونيا الشرقية.

## تاريخ
سكن المجتمع الألماني تقليدياً شمال كرواتيا وسلافونيا. في الفترة الحديثة المبكرة استقروا من مناطق أخرى في مملكة هابسبورغ، وفي ما يعرف اليوم بكرواتيا بشكل أساسي الأقاليم على الحدود العسكرية. سكان الدانوب الذين سكنوا سلافونيا الغربية تعرضوا لحملة كروتة قوية (لجعلهم يتحدثون الكرواتية وتغيير هويتهم للكرواتية). اعترف المثقفون الكرواتيون بالأقلية ألمانية في عام 1865.

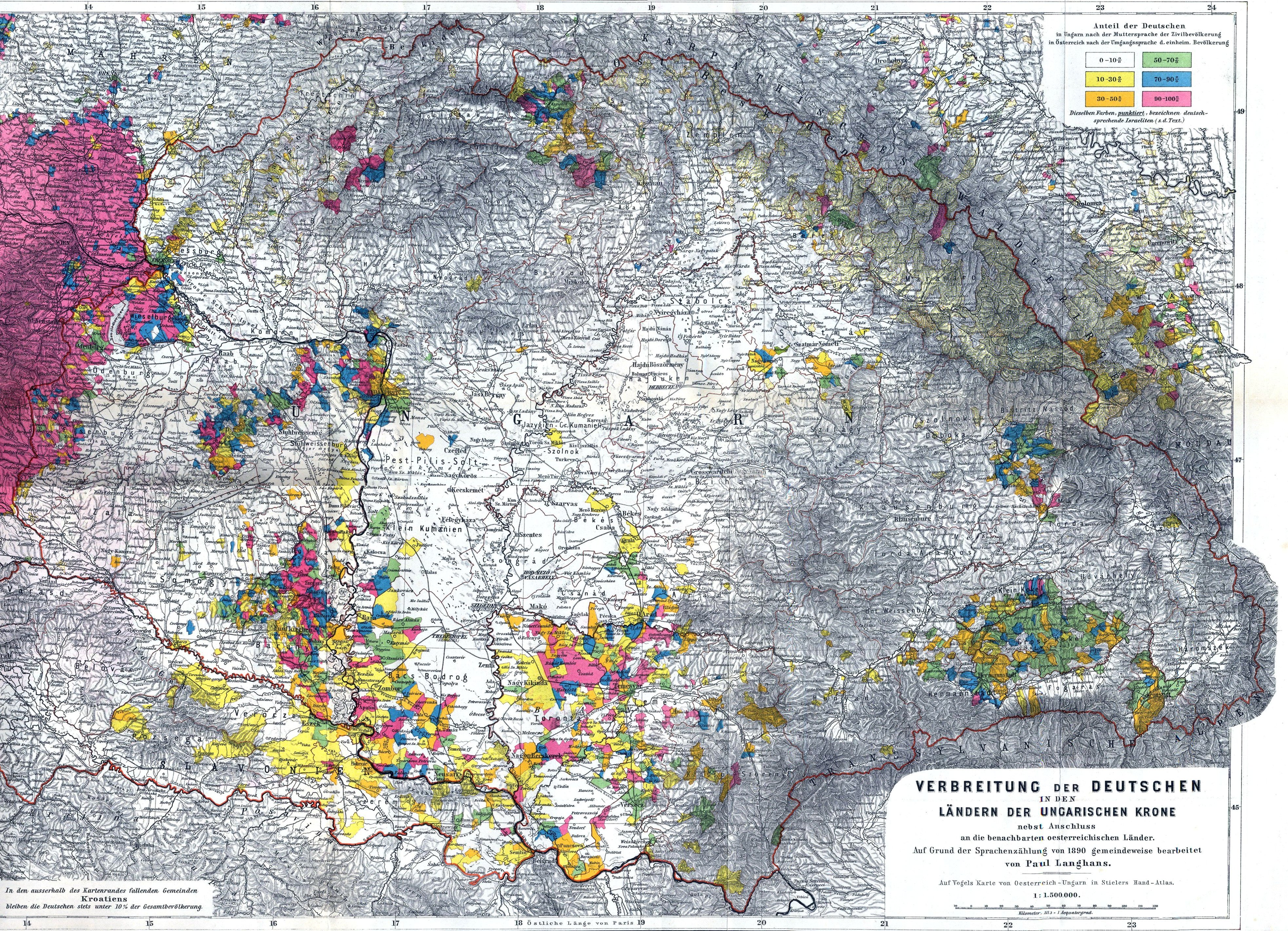
الألمان العرقيون في الأراضي النمساوية المجرية، تعداد عام 1890

## التركيبة السكانية
وفقاً للتعداد الكرواتي لعام 2011 ، هناك 2965 ألمانياً في كرواتيا.
| المقاطعة              | عدد الألمان | النسبة مئوية من المجموع |
| --------------------- | ----------- | ----------------------- |
| أوسيجيك بارانيا       | 813         | 27.4٪                   |
| مدينة زغرب            | 364         | 12.3٪                   |
| بريموريه-جورسكي كوتار | 237         | 8.0٪                    |
| استريا                | 226         | 7.6٪                    |
| سبليت دالماتيا        | 220         | 7.4٪                    |
| زادار                 | 176         | 5.9٪                    |
| فوكوفار سيرميا        | 137         | 4.6٪                    |
| زغرب                  | 109         | 3.7٪                    |